# Amilaza
Amilaza je encim, ki polisaharid škrob razgrajuje do enostavnih sladkorjev. V živem svetu srečamo različne skupine amilaz že pri preprostih organizmih, kakršne so bakterije in glive. Prištevamo jo v skupino hidrolaz. Pri človeku se razgradnja škroba začne v ustih, kjer deluje α-amilaza. Ta naključno cepi glikozidne vezi (razen zunanjih in tistih blizu razvejitvenih mest). V želodcu se zaradi kislosti njena aktivnost ustavi, dotlej pa se je polisaharid razcepil do kratkih fragmentov, dolgih manj kot 8 monosaharidnih ostankov. Iz  trebušne slinavke se v tanko črevo sprosti α-amilaza, ki je podobna tisti iz sline in razgradi preostale oligosaharide do mešanice disaharida maltoze, trisaharida maltotrioze in oligosaharidov dekstrinov. Slednje razgradijo različni encimi iz črevesne sluznice do monosaharidov.